# Amphiprion nigripes
Az Amphiprion nigripes a sugarasúszójú halak (Actinopterygii) osztályának sügéralakúak (Perciformes) rendjébe, ezen belül a korállszirtihal-félék (Pomacentridae) családjába tartozó faj.

## Előfordulása
Az Amphiprion nigripes az Indiai-óceán nyugati és északi részein fordul elő. A Maldív-szigetek és Srí Lanka szigeteit körülvevő vizekben lelhető fel.

## Megjelenése

A bristoli állatkertben

Ez a hal legfeljebb 11 centiméter hosszú. A hátúszóján 10-11 tüske és 17-18 sugár van, míg a farok alatti úszóján 2 tüske és 13-15 sugár látható.  A vöröses-barnás színű testén, a tarkótól a torokig egy függőleges, fehér sáv fut végig.

## Életmódja
Trópusi és tengeri halfaj, amely a korallszirteken él. Nem vándorol, és általában 2-25 méteres mélységekben tartózkodik. Az óriás anemónával (Heteractis magnifica) él szimbiózisban. Mindenevő hal.

## Szaporodása
Az ívási időszakban párt alkot. Ikrák által szaporodik. Az ikrák egy szilárd felülethez tapadnak; őket a hím őrzi és gondozza.

## Felhasználása
Az Amphiprion nigripes közkedvelt akváriumi halfaj.

## Képek

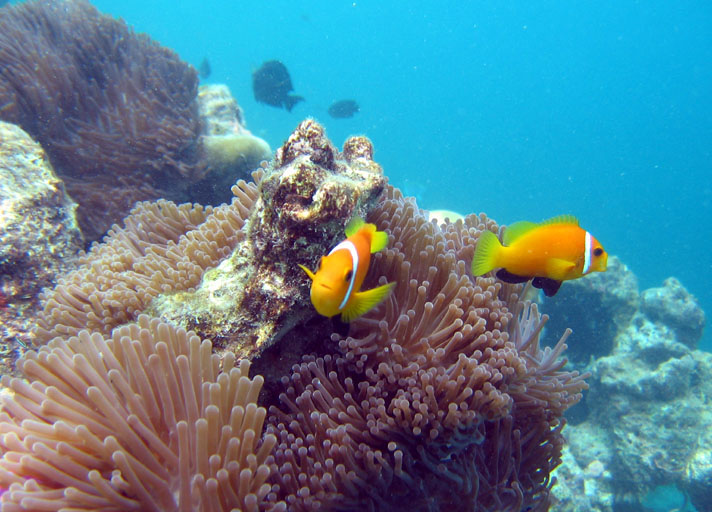
Amphiprion nigripes példányok
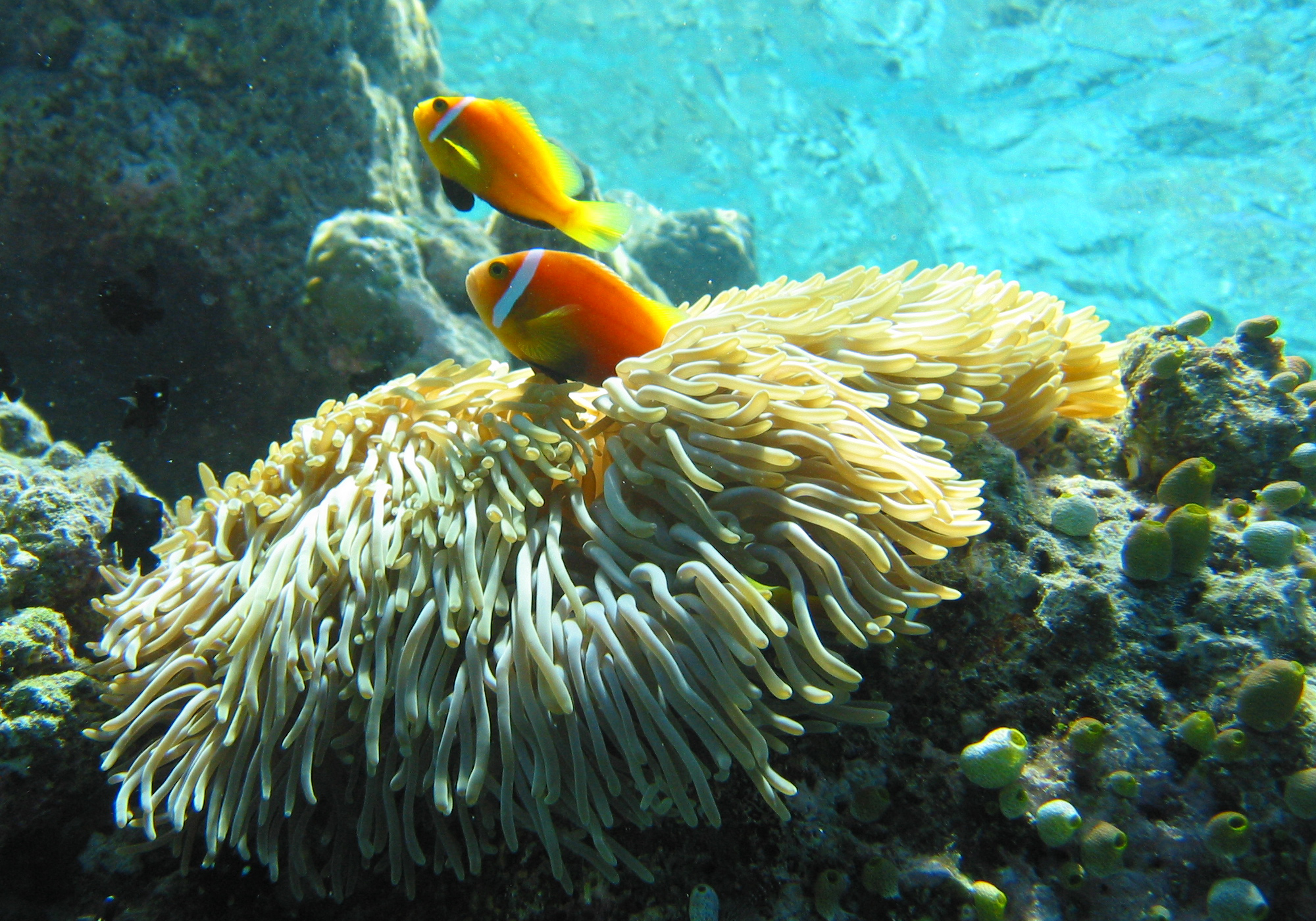
a természetes élőhelyükön
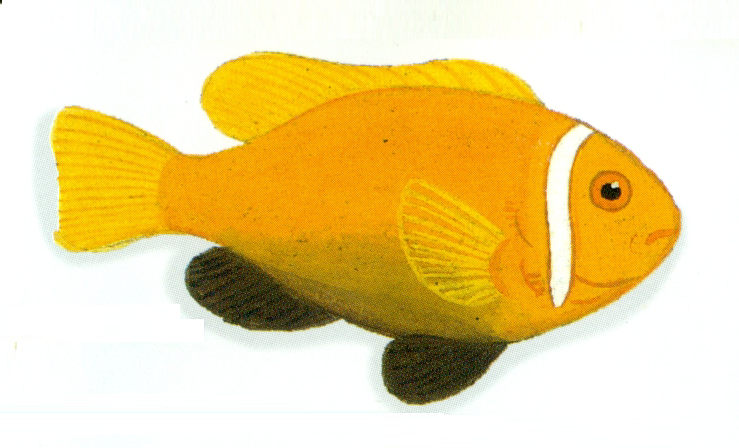
Rajz a halról